# Музей карандаша (Деруэнт)
Деруэнтский музей карандаша (англ. Derwent Pencil Museum) — музей в Кенсвике на северо-западе Англии.

## История
Музей открылся в 1981 году и хранит один из самых больших цветных карандашей в мире, созданный по идее технического директора Барбары Мюррэй. Жёлтый карандаш (размером 7,91 м и весом 446,36 кг) доделан 28 мая 2001 года.
Первый карандашный завод в Кенсвике открылся в 1832 году. Вторая, нынешняя фабрика заложена в 1920-е годы и открыта в 1950 (закрылась в 2007 году, когда руководитель перенёс производство в Воркингтон.
Сегодня музей посещает более 80 000 людей в год со всего света. Особенно популярен он у жителей графства Йоркшир ввиду важности карандашного производства для местной экономики в период 1930-х годов. В 2012 году музей послужил декорацией для фильма «Раз! Два! Три! Умри!» (англ. Sightseers).
В декабре 2015 года музей и его многие экспонаты значительно пострадали от наводнения, когда река Грета вышла из берегов после бушевавшего шторма Дезмонд. Большая часть экспонатов была спасена, хотя одна редкая коллекция оказалась утрачена.
Музей вновь открылся 15 июня 2017 года; красную ленточку перерезал ведущий программы Countryfile Джон Крэйвен.

## Галерея

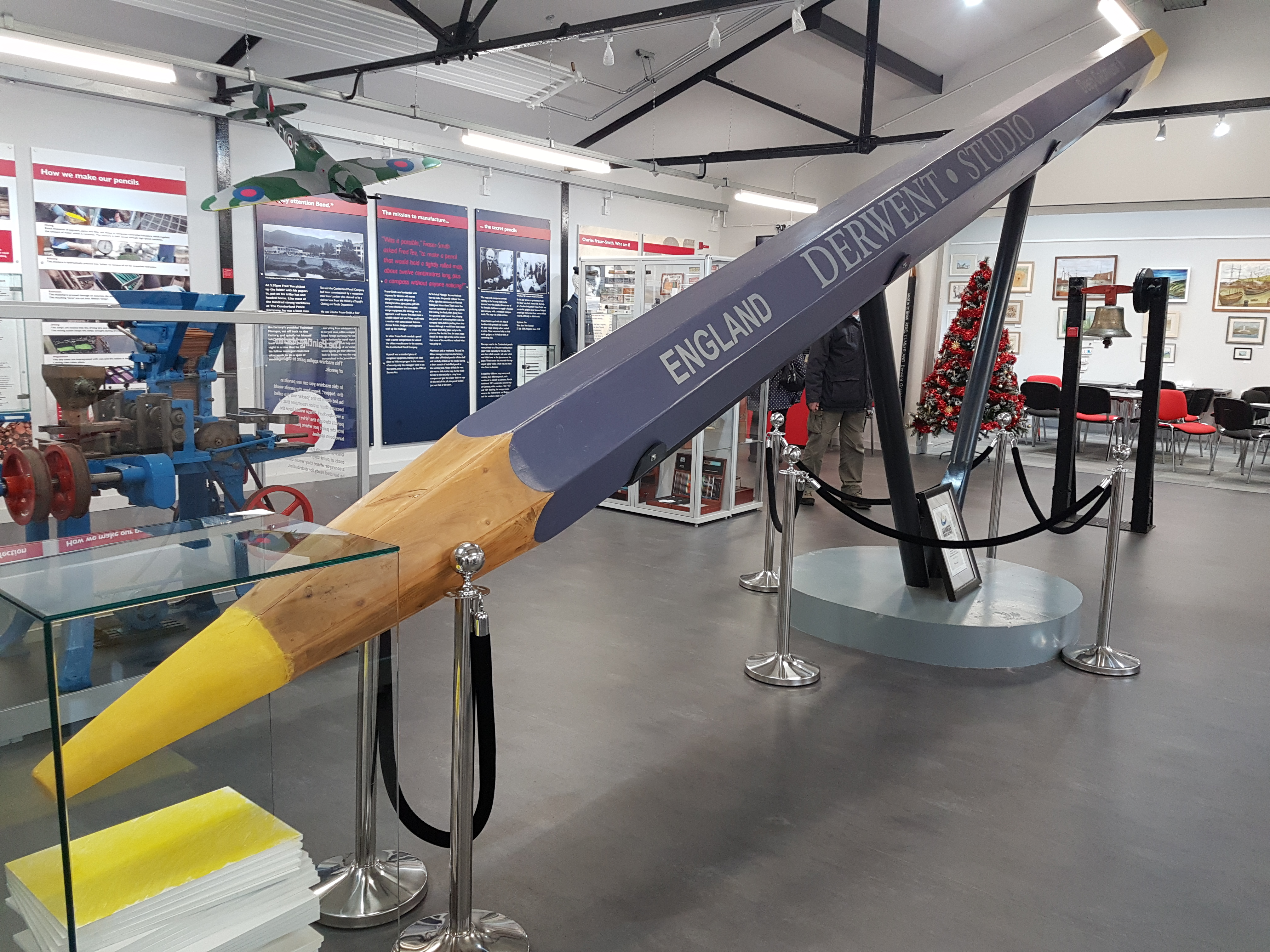
Новый вид Музея Карандаша в Кесвике
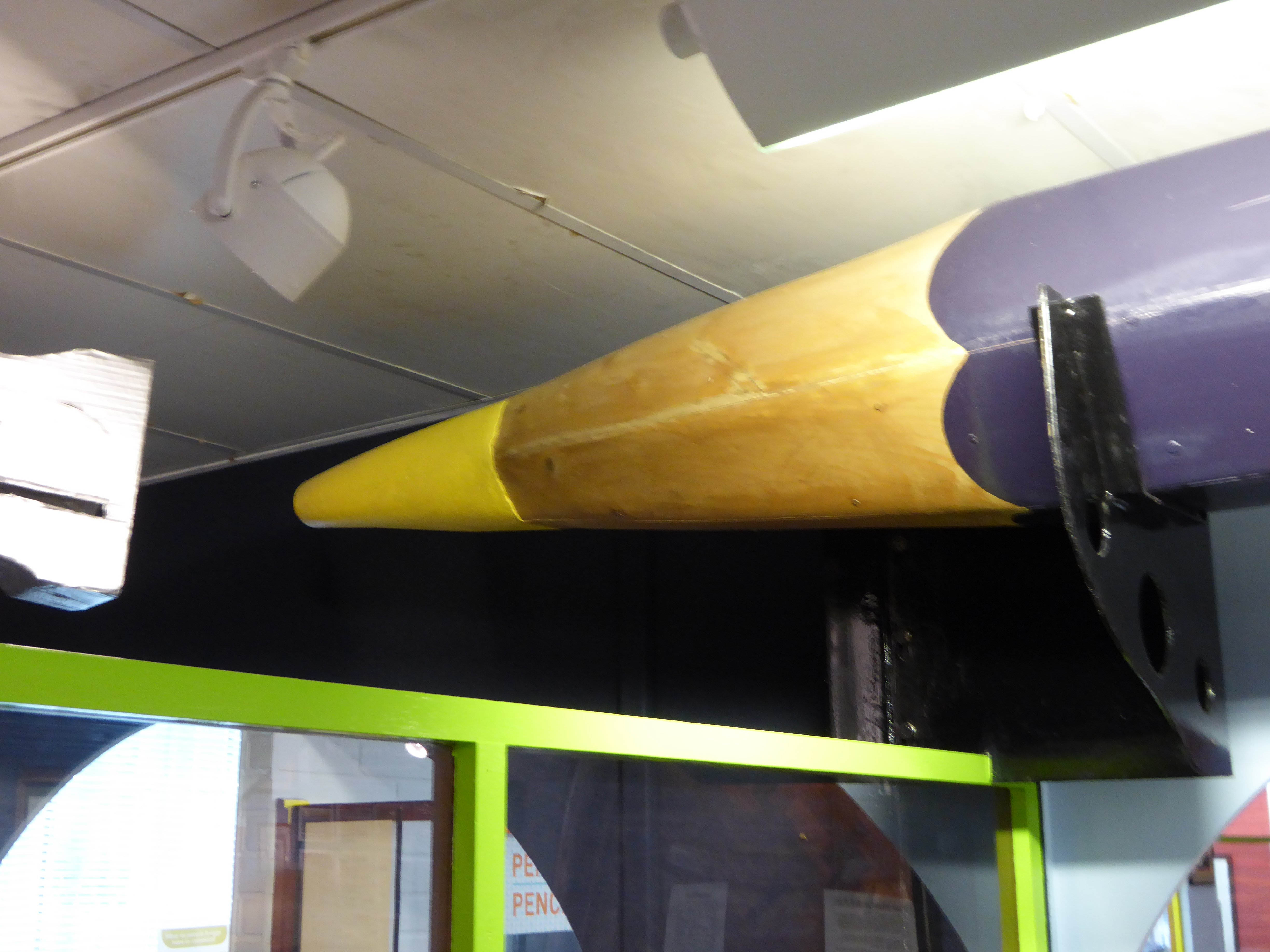
Перо самого большого в мире карандаша
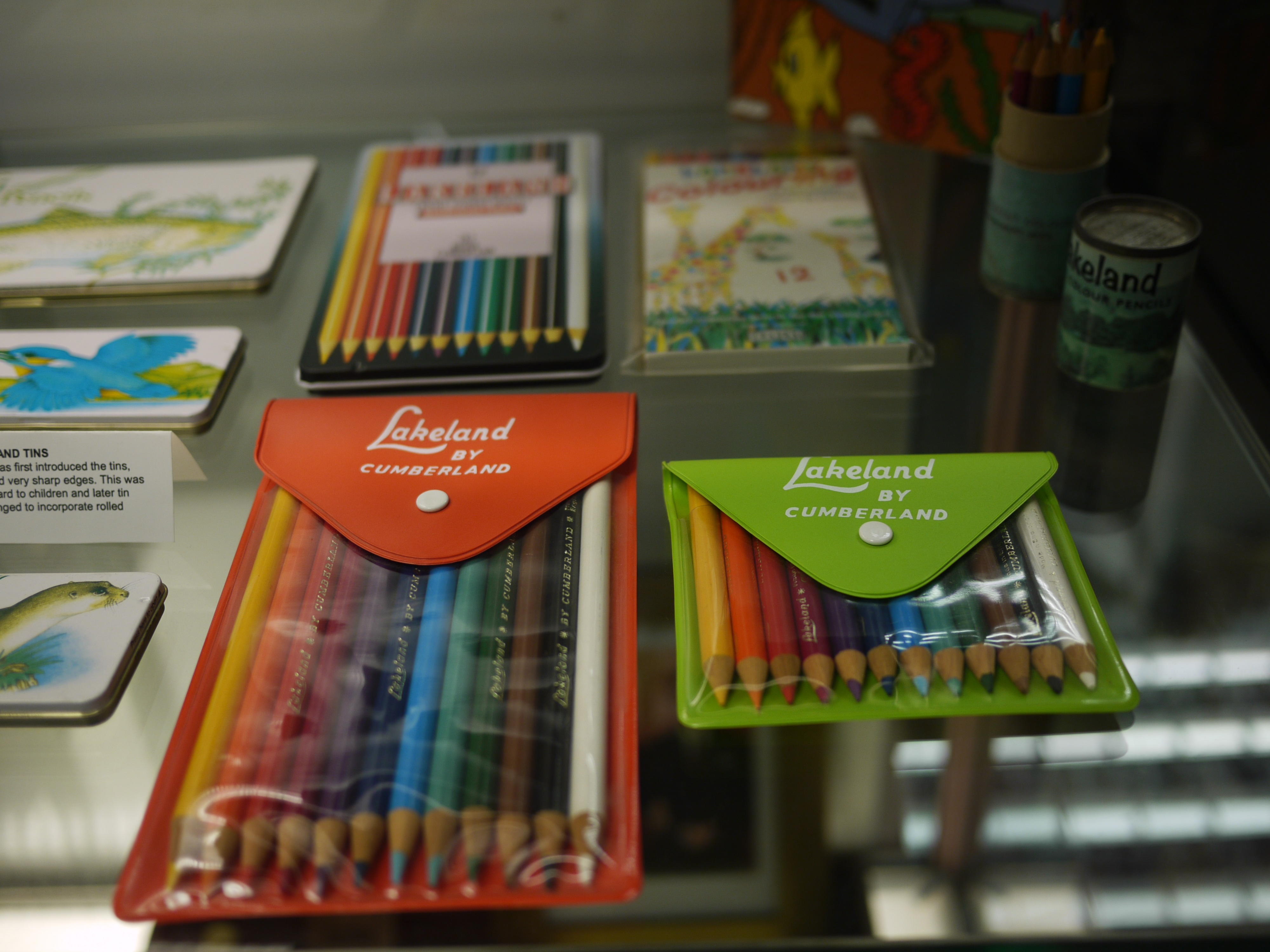
Карандаши Лейкленда в Музее Карандашей